# 人形町駅
人形町駅（にんぎょうちょうえき）は、東京都中央区日本橋人形町にある、東京地下鉄（東京メトロ）・東京都交通局（都営地下鉄）の駅。
東京メトロの日比谷線と、都営地下鉄の浅草線が乗り入れる。駅番号は日比谷線がH 14、浅草線がA 14。

## 歴史
- 1962年（昭和37年）
  - 5月31日：帝都高速度交通営団（営団地下鉄）日比谷線の駅として開業[2][3]。
  - 9月30日：都営1号線の駅が開業し[4]、都営地下鉄と出札業務の共同使用を開始[5][6]。
- 1978年（昭和53年）7月1日：都営1号線を浅草線に改称[4]。
- 2004年（平成16年）4月1日：帝都高速度交通営団（営団地下鉄）民営化に伴い、日比谷線の駅は東京地下鉄（東京メトロ）に継承される[7]。
- 2007年（平成19年）3月18日：ICカード「PASMO」の利用が可能となる[8]。
- 2017年（平成29年）4月1日：乗換専用改札の共用開始[9]。同時に構内通過サービスが開始される[9]。
- 2018年（平成30年）3月17日：東京メトロ半蔵門線水天宮前駅との乗り換え業務を開始[10]。
- 2019年（平成31年）3月9日：浅草線ホームで発車メロディの使用を開始する[11]。
- 2020年（令和2年）2月7日：日比谷線ホームで発車メロディの使用を開始する[12]。

### 駅名の由来
地名の「日本橋人形町」から。「人形町」の地名の由来は日本橋人形町の項を参照。

## 駅構造

### ホーム
日比谷線の人形町駅は、相対式ホーム2面2線を有する地下駅で、北千住側にA線（中目黒方面）からB線（北千住方面）へ転線できる片渡り線がある。
浅草線の人形町駅は、島式ホーム1面2線を有する地下駅である。駅開業当初は、押上方面のみ開業した終着駅で、日本橋側の本線が留置・引上線となっていたため、日本橋寄りに両渡り線があった。東銀座駅までの延伸後は片渡り線に変更され、しばらくは非常用として残されていたが、後に撤去されている。
日比谷線と浅草線のホーム番号は通し番号になっている。両線の乗換えは、一旦改札口を出てきっぷうりばの前を通過し、もう一方の改札口へ入場する。2017年4月1日に、日比谷線明治座・人形町交差点（東側）方面改札口に隣接して、都営浅草線乗換専用改札が設置された（東京メトロ管理）。

### 出入口・改札口
A1 - A4出入口と日比谷線の各改札口は東京メトロが管理し、A5・A6出入口と都営浅草線の各改札口は東京都交通局が管理している。日比谷線江戸橋・人形町交差点（西側）方面改札口にあるメトロ券売機は都営地下鉄の管理となっており、メトロ券売機で発売できる乗車券類に制限がある。逆に日比谷線明治座・人形町交差点（東側）方面改札口にある都営券売機は東京メトロの管理となっており、都営券売機で発売できる乗車券類に制限がある。
地上と改札階を連絡するエレベーターは、東京メトロがA3出入口に設置、東京都交通局がA6出入口に設置している。改札階とホーム階が同一である日比谷線の乗客は、北千住方面ホームへはA3出入口エレベーター、中目黒方面ホームへはA6出入口エレベーターを利用することにより、各ホームへは車いす利用者などでも、特別な介助がなくても地上から移動することができる。都営浅草線のホームは、日比谷線の改札口・ホームの直下にあり、A3出入口またはA6出入口のエレベータにより地上から改札階に移動した後、改札内にあるエレベーターによって、ホームへと移動することになる。
A1・A2出入口および水天宮前交差点方面改札口は、日比谷線の乗客専用とされ、水天宮前交差点方面改札口と人形町交差点方面改札口とを連絡する改札外通路はない。以前には、A1・A2出入口に「都営浅草線のりばではありません」と表記された大きなポスターが掲出されていたが、乗換専用改札の供用が開始された2017年4月1日から、ICカード利用者に限り、浅草線と日比谷線の構内を通過できるサービスの導入がされた。
A1出入口は、エスカレーター・エレベーター設置の工事のため、2018年3月17日より閉鎖されている。

### 駅業務
浅草線の駅業務は、馬喰駅務管区の管轄で、東京都営交通協力会に委託されている。かつては新橋駅務管理所人形町駅務区として宝町 - 東日本橋間の各駅を管理していた。
日比谷線の駅業務は、上野駅務管区茅場町地域の管轄である。

### のりば
| 番線 | 路線       | 行先                           |
| ---- | ---------- | ------------------------------ |
| 1    | 日比谷線   | 中目黒方面                     |
| 2    | 日比谷線   | 北千住・南栗橋方面             |
| 3    | 都営浅草線 | 西馬込・ 羽田空港・ 京急線方面 |
| 4    | 都営浅草線 | 押上・ 京成線・ 北総線方面     |

（出典：東京メトロ:構内図・都営地下鉄:駅構内図）

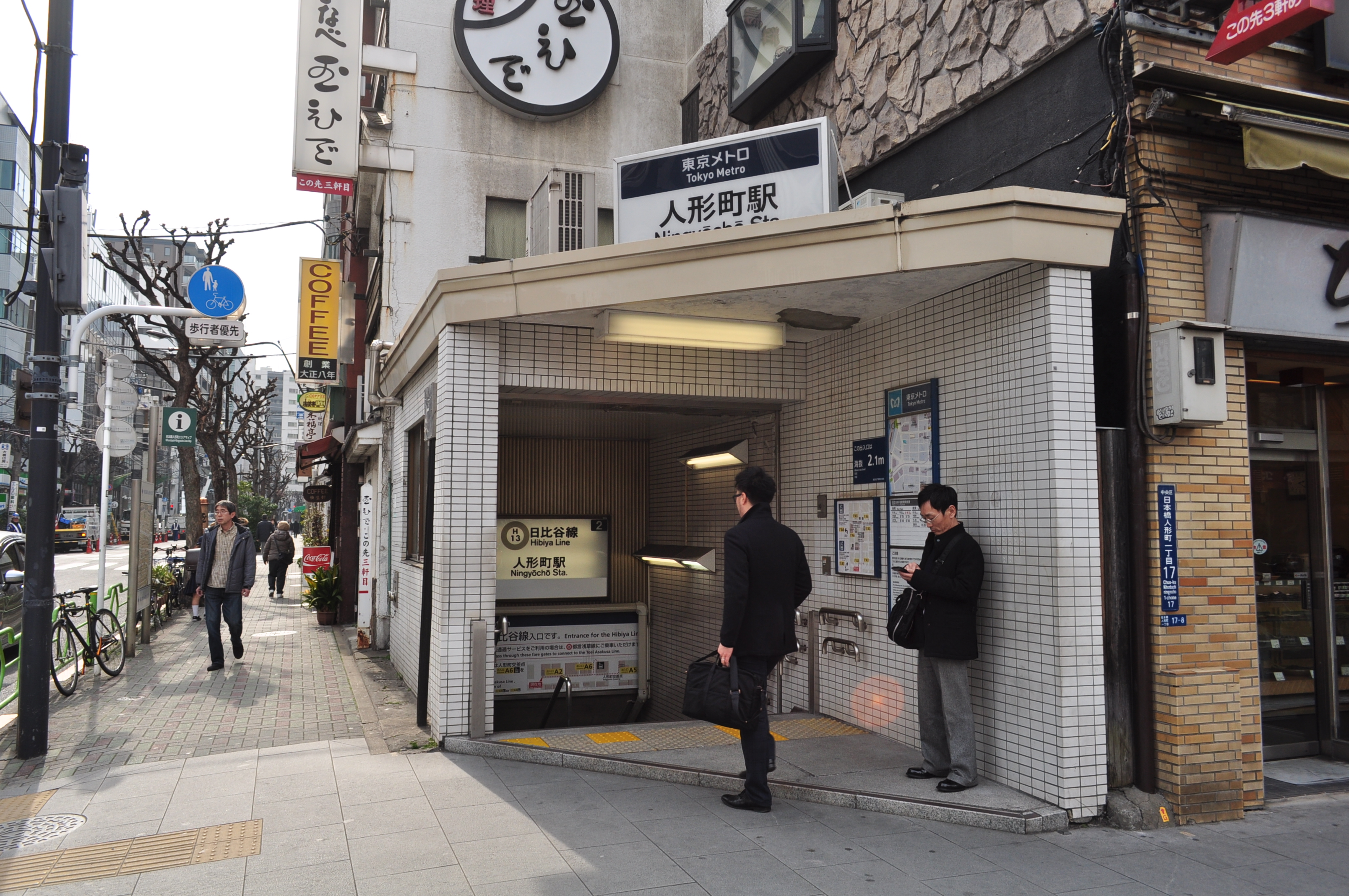
日比谷線A2出入口（2018年2月28日撮影）
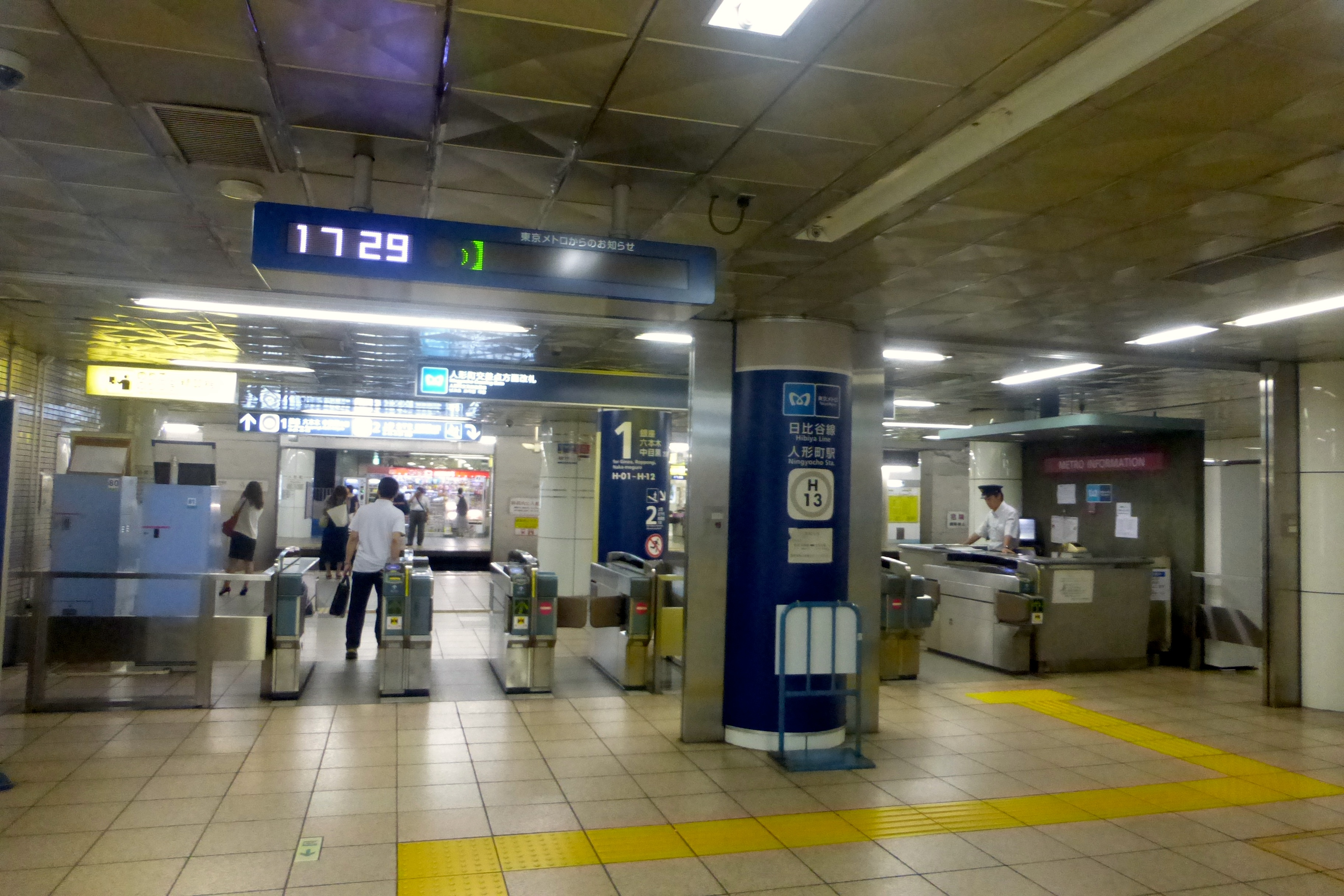
日比谷線人形町交差点方面改札口（2015年8月10日）
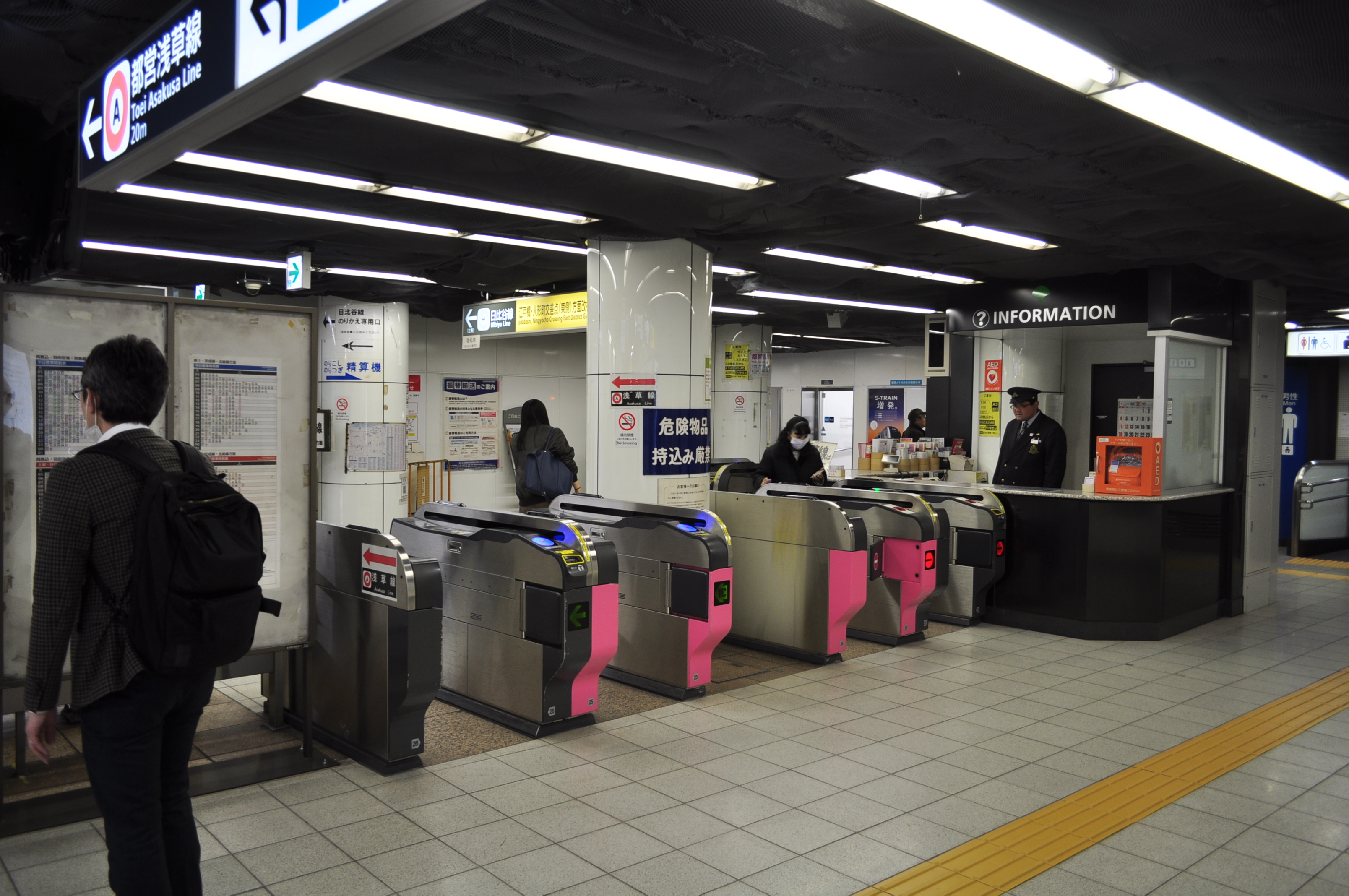
都営浅草線江戸橋・人形町交差点（東側）方面改札口（2018年2月28日撮影）
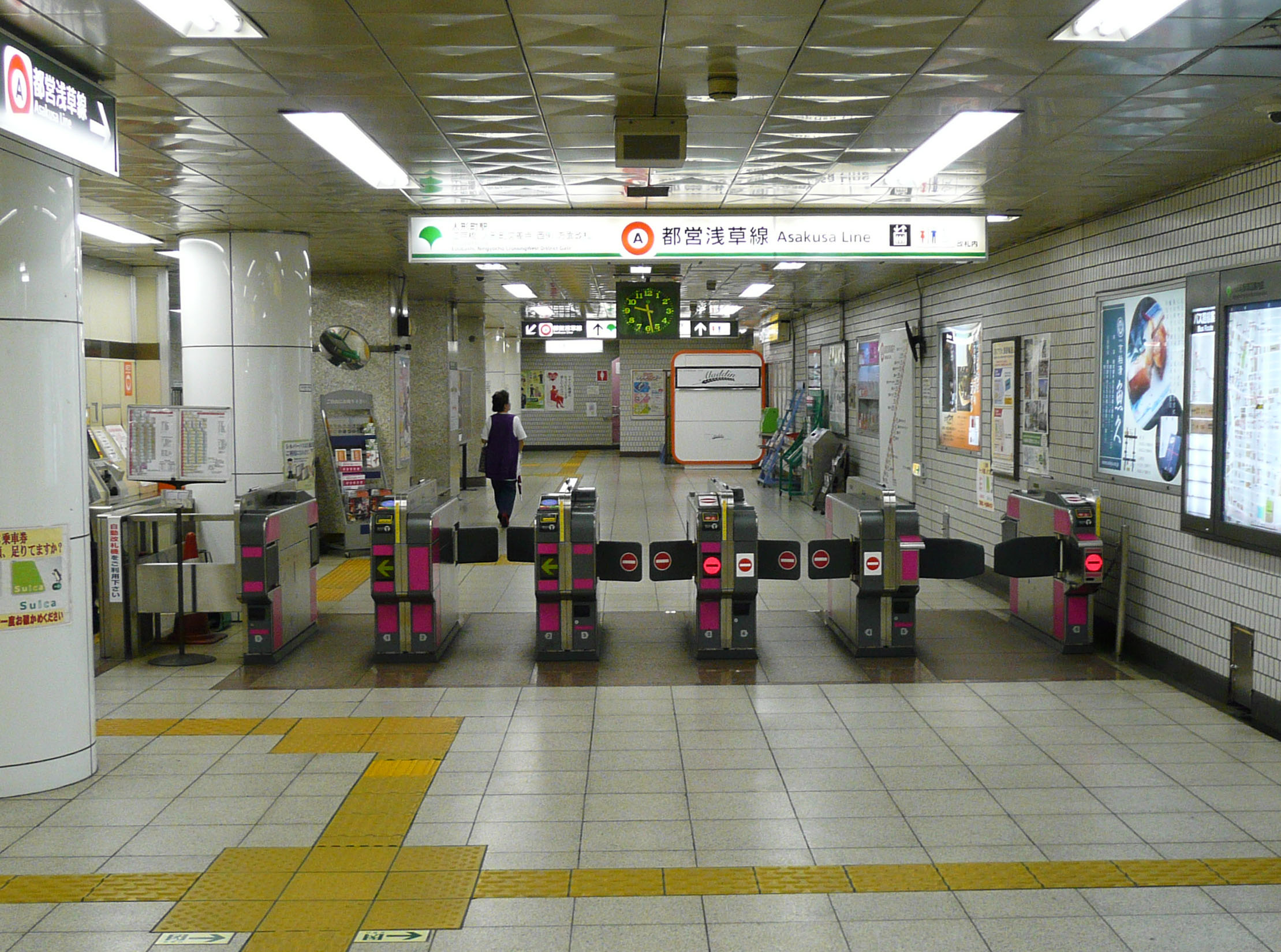
江戸橋・人形町交差点（西側）方面改札（2010年5月）
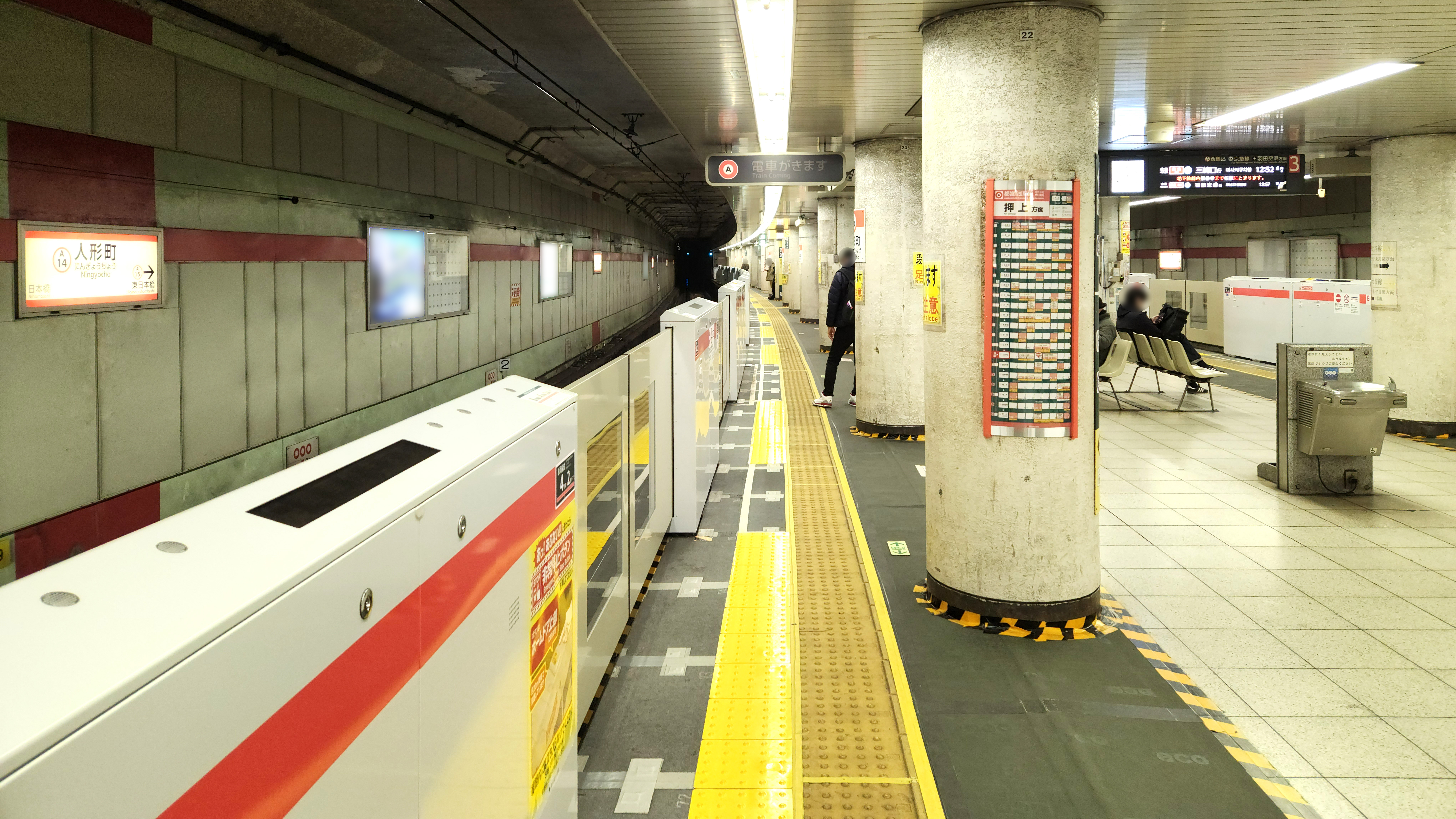
都営浅草線ホーム（2023年2月26日撮影）

### 発車メロディ
全ホームで発車メロディ（発車サイン音）を使用している。
都営浅草線ホームでは、2019年3月9日から都営地下鉄共通のメロディを使用している。
日比谷線ホームでは、2020年2月7日からスイッチ制作のメロディを使用している。
| 番線 | 路線       | 曲名       | 作曲者                 |
| ---- | ---------- | ---------- | ---------------------- |
| 1    | 日比谷線   | そぞろ歩き | 福嶋尚哉               |
| 2    | 日比谷線   | 御伽草子   | 大和優子               |
| 3    | 都営浅草線 | メロディ   | ロベルト・シューマン   |
| 4    | 都営浅草線 | 素直な心   | ヨハン・ブルグミュラー |

## 利用状況
- 東京メトロ - 2024年度の1日平均乗降人員は65,187人である[メトロ 1]。
東京メトロ全130駅の中では第59位。
半蔵門線との乗換人員を含んだ2023年度の1日平均乗降人員は75,888人である[乗降データ 1]。
- 都営地下鉄 - 2023年度の1日平均乗降人員は51,427人（乗車人員：26,010人、降車人員：25,417人）である[都交 1]。

### 年度別1日平均乗降人員
近年の1日平均乗降人員の推移は下表の通りである。
| 年度               | 営団 / 東京メトロ | 営団 / 東京メトロ | 営団 / 東京メトロ | 都営地下鉄       | 都営地下鉄 |
| 年度               | 1日平均 乗降人員  | 増加率            | 1日平均 乗降人員  | 1日平均 乗降人員 | 増加率     |
| ------------------ | ----------------- | ----------------- | ----------------- | ---------------- | ---------- |
| 2002年（平成14年） | 85,012            |                   | -                 |                  |            |
| 2003年（平成15年） | 81,471            | −4.2%             | -                 | 47,186           | −4.9%      |
| 2004年（平成16年） | 78,984            | −3.1%             | -                 | 47,019           | −0.4%      |
| 2005年（平成17年） | 79,978            | 1.3%              | -                 | 47,110           | 0.2%       |
| 2006年（平成18年） | 80,961            | 1.2%              | -                 | 47,211           | 0.2%       |
| 2007年（平成19年） | 83,209            | 2.8%              | -                 | 48,466           | 2.7%       |
| 2008年（平成20年） | 82,492            | −0.9%             | -                 | 48,870           | 0.8%       |
| 2009年（平成21年） | 80,499            | −2.4%             | -                 | 48,262           | −1.2%      |
| 2010年（平成22年） | 79,414            | −1.3%             | -                 | 48,191           | −0.1%      |
| 2011年（平成23年） | 77,154            | −2.8%             | -                 | 46,752           | −3.0%      |
| 2012年（平成24年） | 78,042            | 1.2%              | -                 | 47,753           | 2.1%       |
| 2013年（平成25年） | 79,015            | 1.2%              | -                 | 48,086           | 0.7%       |
| 2014年（平成26年） | 78,936            | −0.1%             | -                 | 48,593           | 1.1%       |
| 2015年（平成27年） | 80,257            | 1.7%              | -                 | 49,799           | 2.5%       |
| 2016年（平成28年） | 81,472            | 1.5%              | -                 | 50,895           | 2.2%       |
| 2017年（平成29年） | 82,583            | 1.4%              | 82,595            | 52,172           | 2.5%       |
| 2018年（平成30年） | 84,876            | 2.8%              | 86,034            | 55,032           | 5.5%       |
| 2019年（令和元年） | 80,099            | −5.6%             | 84,628            | 56,210           | 2.1%       |
| 2020年（令和02年） | 55,819            | −30.3%            | 59,648            | 38,287           | −31.9%     |
| 2021年（令和03年） | 56,276            | 0.8%              | 60,547            | 39,471           | 3.1%       |
| 2022年（令和04年） | 63,201            | 12.3%             | 68,247            | 45,135           | 14.3%      |
| 2023年（令和05年） | 65,602            | 3.8%              | 75,888            | 51,427           | 13.9%      |
| 2024年（令和06年） | 65,187            | −0.6%             |                   |                  |            |

### 年度別1日平均乗車人員（1962年 - 2000年）
| 年度               | 営団   | 都営地下鉄 | 出典          |
| ------------------ | ------ | ---------- | ------------- |
| 1962年（昭和37年） | 10,289 | 2,733      | [ 都統計 1 ]  |
| 1963年（昭和38年） | 14,887 | 6,098      | [ 都統計 2 ]  |
| 1964年（昭和39年） | 21,274 | 10,293     | [ 都統計 3 ]  |
| 1965年（昭和40年） | 27,209 | 11,493     | [ 都統計 4 ]  |
| 1966年（昭和41年） | 29,440 | 12,826     | [ 都統計 5 ]  |
| 1967年（昭和42年） | 32,094 | 13,855     | [ 都統計 6 ]  |
| 1968年（昭和43年） | 36,976 | 16,543     | [ 都統計 7 ]  |
| 1969年（昭和44年） | 41,796 | 19,787     | [ 都統計 8 ]  |
| 1970年（昭和45年） | 44,652 | 22,013     | [ 都統計 9 ]  |
| 1971年（昭和46年） | 47,434 | 23,328     | [ 都統計 10 ] |
| 1972年（昭和47年） | 49,296 | 23,934     | [ 都統計 11 ] |
| 1973年（昭和48年） | 48,189 | 23,266     | [ 都統計 12 ] |
| 1974年（昭和49年） | 49,200 | 23,096     | [ 都統計 13 ] |
| 1975年（昭和50年） | 49,664 | 22,708     | [ 都統計 14 ] |
| 1976年（昭和51年） | 49,384 | 22,411     | [ 都統計 15 ] |
| 1977年（昭和52年） | 49,888 | 22,658     | [ 都統計 16 ] |
| 1978年（昭和53年） | 48,562 | 21,945     | [ 都統計 17 ] |
| 1979年（昭和54年） | 48,423 | 21,571     | [ 都統計 18 ] |
| 1980年（昭和55年） | 46,296 | 22,030     | [ 都統計 19 ] |
| 1981年（昭和56年） | 46,353 | 22,077     | [ 都統計 20 ] |
| 1982年（昭和57年） | 46,888 | 22,496     | [ 都統計 21 ] |
| 1983年（昭和58年） | 46,863 | 22,421     | [ 都統計 22 ] |
| 1984年（昭和59年） | 47,504 | 22,838     | [ 都統計 23 ] |
| 1985年（昭和60年） | 47,953 | 22,732     | [ 都統計 24 ] |
| 1986年（昭和61年） | 49,847 | 23,934     | [ 都統計 25 ] |
| 1987年（昭和62年） | 50,907 | 25,011     | [ 都統計 26 ] |
| 1988年（昭和63年） | 52,463 | 25,948     | [ 都統計 27 ] |
| 1989年（平成元年） | 53,918 | 27,093     | [ 都統計 28 ] |
| 1990年（平成02年） | 53,745 | 27,288     | [ 都統計 29 ] |
| 1991年（平成03年） | 50,792 | 28,489     | [ 都統計 30 ] |
| 1992年（平成04年） | 50,866 | 19,367     | [ 都統計 31 ] |
| 1993年（平成05年） | 50,288 | 28,332     | [ 都統計 32 ] |
| 1994年（平成06年） | 48,882 | 28,397     | [ 都統計 33 ] |
| 1995年（平成07年） | 48,210 | 27,672     | [ 都統計 34 ] |
| 1996年（平成08年） | 47,123 | 26,918     | [ 都統計 35 ] |
| 1997年（平成09年） | 46,307 | 26,479     | [ 都統計 36 ] |
| 1998年（平成10年） | 46,252 | 25,907     | [ 都統計 37 ] |
| 1999年（平成11年） | 44,754 | 25,216     | [ 都統計 38 ] |
| 2000年（平成12年） | 43,425 | 25,082     | [ 都統計 39 ] |

### 年度別1日平均乗車人員（2001年以降）
近年の1日平均乗車人員の推移は下表の通りである。
| 年度               | 営団 / 東京メトロ | 都営地下鉄 | 出典          |
| ------------------ | ----------------- | ---------- | ------------- |
| 2001年（平成13年） | 42,501            | 24,707     | [ 都統計 40 ] |
| 2002年（平成14年） | 41,841            | 25,047     | [ 都統計 41 ] |
| 2003年（平成15年） | 39,921            | 23,809     | [ 都統計 42 ] |
| 2004年（平成16年） | 39,830            | 23,723     | [ 都統計 43 ] |
| 2005年（平成17年） | 40,288            | 23,715     | [ 都統計 44 ] |
| 2006年（平成18年） | 40,737            | 23,744     | [ 都統計 45 ] |
| 2007年（平成19年） | 41,735            | 24,459     | [ 都統計 46 ] |
| 2008年（平成20年） | 41,471            | 24,638     | [ 都統計 47 ] |
| 2009年（平成21年） | 40,466            | 24,343     | [ 都統計 48 ] |
| 2010年（平成22年） | 39,904            | 24,365     | [ 都統計 49 ] |
| 2011年（平成23年） | 38,841            | 23,638     | [ 都統計 50 ] |
| 2012年（平成24年） | 38,969            | 24,181     | [ 都統計 51 ] |
| 2013年（平成25年） | 39,575            | 24,355     | [ 都統計 52 ] |
| 2014年（平成26年） | 39,556            | 24,619     | [ 都統計 53 ] |
| 2015年（平成27年） | 40,224            | 25,221     | [ 都統計 54 ] |
| 2016年（平成28年） | 40,858            | 25,712     | [ 都統計 55 ] |
| 2017年（平成29年） | 41,345            | 26,373     | [ 都統計 56 ] |
| 2018年（平成30年） | 42,567            | 27,780     | [ 都統計 57 ] |
| 2019年（令和元年） | 40,161            | 28,384     | [ 都統計 58 ] |
| 2020年（令和02年） |                   | 19,293     |               |
| 2021年（令和03年） |                   | 19,922     |               |
| 2022年（令和04年） |                   | 22,820     |               |
| 2023年（令和05年） |                   | 26,010     |               |

備考
1. ↑  1962年5月31日開業。開業日から翌年3月31日までの計305日間を集計したデータ。
2. ↑  1962年9月30日開業。開業日から翌年3月31日までの計183日間を集計したデータ。

## 駅周辺
- 中央区人形町区民館
- 中央区堀留児童公園
- 中央区日本橋保健センター
- 中央区立日本橋小学校・幼稚園
  - 中央区日本橋社会教育会館
  - 中央区立日本橋図書館
- 中央区立人形町保育園
- 小網神社
- 玄冶店跡地
- 浜町公園
- 日本橋人形町郵便局
- 第四北越銀行東京中央支店
- 甘酒横丁
- 日本橋小網町スクエアビル
  - 田辺三菱製薬東京本社
- 日清紡ホールディングス本社
- 日刊工業新聞社本社
- 富士紡ホールディングス本社
- 東京メトロ半蔵門線水天宮前駅（当駅の300メートルほど南東に位置） - 2018年3月17日から乗り換え（連絡）業務を開始[10]。
- 都営地下鉄新宿線浜町駅
- 東京シティエアターミナル（T-CAT）（当駅から徒歩7分）
- オーケー 日本橋久松町店（2024年3月19日オープン）

### バス路線
最寄りバス停留所は、人形町通りにある人形町三丁目、および甘酒横丁にある人形町一丁目である。以下の路線が乗り入れ、東京都交通局と日の丸自動車興業により運行されている。
- 人形町三丁目
  - 都営バス
    - 秋26系統：秋葉原駅前行（葛西駅前行は非経由、久松警察署前の久松町バス停からの乗車となる）
- 人形町一丁目
  - 日の丸自動車興業
    - メトロリンク日本橋Eライン：東京駅八重洲口方面

## 隣の駅
東京地下鉄（東京メトロ）
  日比谷線
茅場町駅 (H 13) - 人形町駅 (H 14) - 小伝馬町駅 (H 15)
東京都交通局（都営地下鉄）
 都営浅草線
■エアポート快特
通過
■エアポート快特以外の列車種別
日本橋駅 (A 13) - 人形町駅 (A 14) - 東日本橋駅 (A 15)